# Гаја
Гаја је град у Индији у држави Бихар. Према незваничним резултатима пописа 2011. у граду је живело 463.454 становника.

## Становништво
Према незваничним резултатима пописа, у граду је 2011. живело 463.454 становника.
| 1991.   | 2001.   | 2011.   |
| ------- | ------- | ------- |
| 291.675 | 385.432 | 463.454 |